# 柳家緑也
柳家 緑也（やなぎや ろくや、1990年2月5日 - ）は、落語協会に所属する落語家。愛知県名古屋市南区出身。落語界初の平成生まれの噺家である。本名∶吉田 隆之。

## 来歴
2006年に愛知県立高校を中退後、柳家花緑に入門。2007年4月11日、前座となる。前座名は「緑君」。
2010年9月1日、柳家花いちと共に二ツ目昇進。
2021年9月下席より古今亭志ん雀、柳家さん花、柳家花いちと共に真打昇進、「緑也」に改名。「緑也」の名は緑也本人が歌舞伎ファンであるため六代目尾上松助の旧名「尾上緑也」から貰った。名乗る際は花緑が松助の息子尾上松也に電話をかけ許可を取ったという。

## 芸歴
- 2006年∶柳家花緑に入門。
- 2007年4月∶前座となる、前座名「緑君」。
- 2010年9月∶二ツ目昇進。
- 2021年9月∶真打昇進、「緑也」と改名。

## 人物
- ジブリが大好き。
- 歌舞伎マニア、自らも鹿芝居にも出演している。
- プロフェッショナル仕事の流儀にて柳家小三治にお茶を出し忘れたシーンが放送され一躍有名になる。
- 平成生まれ初の落語家。
- 瀧川鯉斗と瀧川鯉八を本人の目の前で間違えた。